# Жан, Фредерик
Фредери́к Жан (нем. Frédéric Jean) — швейцарский кёрлингист и тренер по кёрлингу.
В составе мужской сборной Швейцарии участник двух чемпионатов мира (в 1992 чемпионы мира). Трёхкратный чемпион Швейцарии среди мужчин.
Играл на позиции третьего.
Как тренер мужской сборной Швейцарии участник чемпионатов мира и Европы.

## Достижения
- Чемпионат мира по кёрлингу среди мужчин: золото (1992).
- Чемпионат Швейцарии по кёрлингу среди мужчин: золото (1991, 1992, 1994).

## Команды
| Сезон   | Четвёртый     | Третий       | Второй       | Первый       | Запасной | Турниры                      |
| ------- | ------------- | ------------ | ------------ | ------------ | -------- | ---------------------------- |
| 1990—91 | Маркус Эгглер | Фредерик Жан | Штефан Хофер | Бьорн Шрёдер |          | ЧШМ 1991 · ЧМ 1991 (5 место) |
| 1991—92 | Маркус Эгглер | Фредерик Жан | Штефан Хофер | Бьорн Шрёдер |          | ЧШМ 1992 · ЧМ 1992           |
| 1993—94 | Маркус Эгглер | Фредерик Жан | Штефан Хофер | Бьорн Шрёдер |          | ЧШМ 1994                     |

(скипы выделены полужирным шрифтом)

## Результаты как тренера национальных сборных
| Год  | Турнир                                       | Сборная             | Место |
| ---- | -------------------------------------------- | ------------------- | ----- |
| 1995 | Чемпионат Европы по кёрлингу 1995            | Швейцария (мужчины) | 2     |
| 1996 | Чемпионат Европы по кёрлингу 1996            | Швейцария (мужчины) | 3     |
| 1997 | Чемпионат Европы по кёрлингу 1997            | Швейцария (мужчины) | 5     |
| 1998 | Чемпионат мира по кёрлингу среди мужчин 1998 | Швейцария (мужчины) | 8     |
| 1998 | Чемпионат Европы по кёрлингу 1998            | Швейцария (мужчины) | 5     |